# Karol Modzelewski

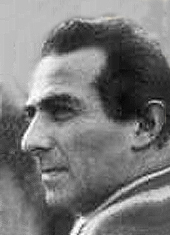
Karol Modzelewski

Karol Cyryl Modzelewski, Geburtsname Cyryl Budniewicz (* 23. November 1937 in Moskau; † 28. April 2019 in Warschau) war ein polnischer Historiker, Schriftsteller und Politiker.

## Leben

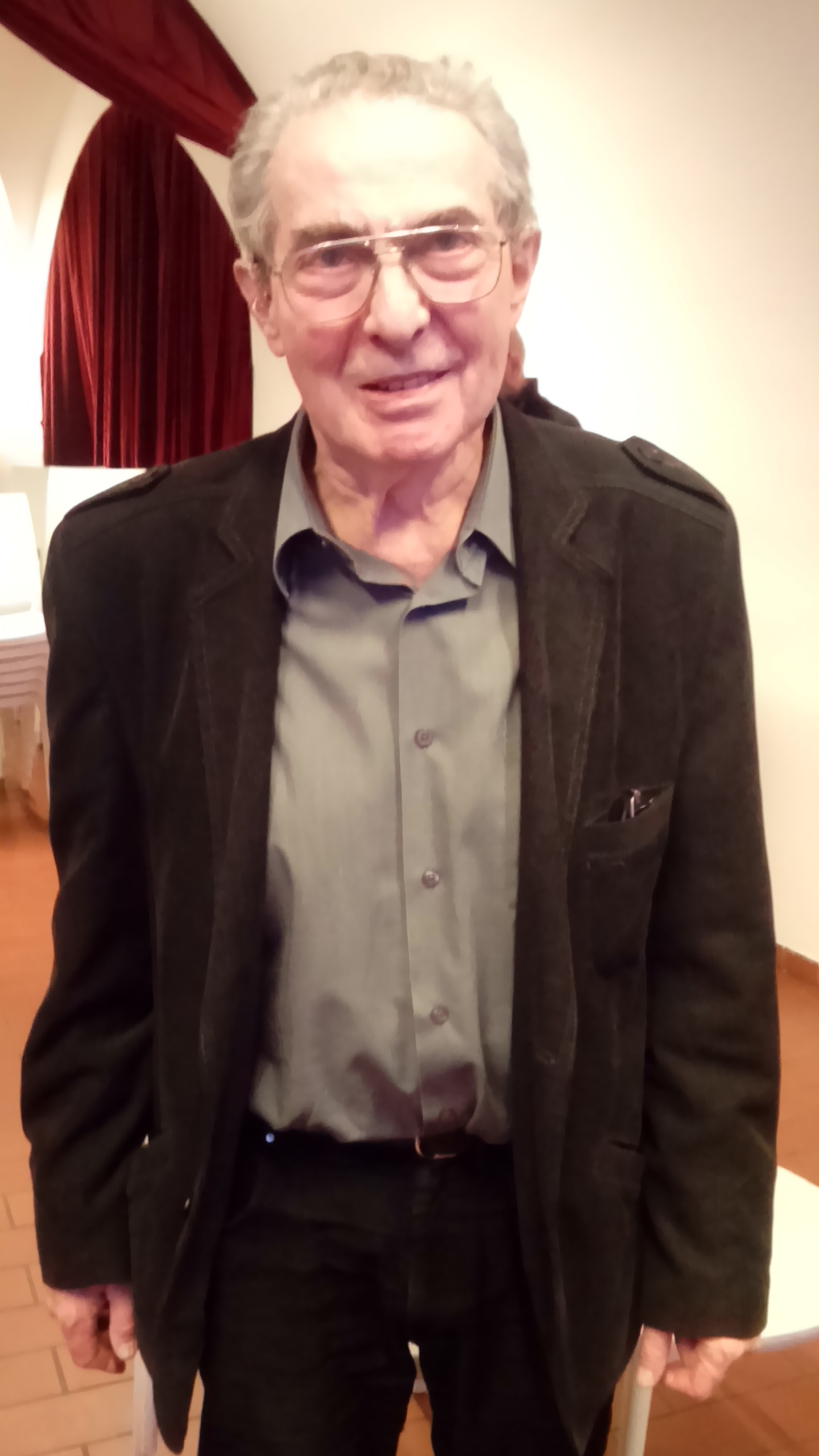
Karol Modzelewski, 2016

Er wurde als Cyryl Budniewicz, Sohn eines Fähnrichs der Sowjetarmee und Natalie Wilder, einer Literaturwissenschaftlerin, geboren. Nachdem Budniewiczs Vater verhaftet und zu acht Jahren Zwangsarbeitslager verurteilt worden war, verband sich seine Mutter 1939 mit dem gerade aus der politischen Haft entlassenen polnischen Kommunisten Zygmunt Modzelewski, der den kleinen Cyryl adoptierte. 1945 wurde Zygmunt Modzelewski Botschafter der Republik Polen in der UdSSR, 1945–1947 Unterstaatssekretär im Außenministerium, 1947–1951 Außenminister. Der junge Karol lernte erst seit 1945 Polnisch und wurde zum Kommunisten erzogen.
Nach dem Abitur 1954 studierte er an der Universität Warschau Geschichte (Mediävistik), unter anderem bei Aleksander Gieysztor. Professor an den Universitäten Breslau und Warschau, war er Mitglied der Polnischen Vereinigten Arbeiterpartei/PVAP, wurde aber 1964 wegen Opposition gegen die Parteipolitik ausgeschlossen. Zusammen mit Jacek Kuroń schrieb er einen Offenen Brief an die Partei, für den er zu 3½ Jahren Gefängnis verurteilt wurde. Er nahm auch an den März-Unruhen 1968 in Polen teil und wurde für seine Aktivitäten neuerlich zu 3½ Jahren Haft verurteilt. Während der August-Streiks 1980 in Polen war er der Erfinder des Namens Solidarność/Solidarität für die neue Gewerkschaft. Er hielt für die Solidarność Kontakte mit der Presse und mit anderen Mitgliedern in Schlesien. Wie viele andere wurde er während des Kriegsrechts interniert. Von 1987 bis 1992 arbeitete er am Instytut Historii PAN in Breslau. 1989–1991 war er Mitglied des Polnischen Senats, unterstützte er die Unia Pracy und später Włodzimierz Cimoszewicz.
2007 erhielt Modzelewski den Preis der Polnischen Akademie der Wissenschaften für einige seiner historischen Forschungen. Modzelewski betont in seinem Werk Barbarzyńska Europa die „barbarischen Wurzeln“ Europas, also den Anteil der germanischen und slawischen Völker im Umbruchszeitraum der Völkerwanderung und des Frühmittelalters. Diese seien oft zugunsten der Fokussierung auf das griechisch-römische und christliche Erbe vernachlässigt worden.
2011 erschien sein Erinnerungsbuch Zajeździmy kobyłę historii – wyznania poobijanego jeźdźca (‚Wir werden die Stute der Geschichte zum Tode reiten – Geständnis eines blaugeschlagenen Reiters‘). Der Titel ist frei nach Majakowski zitiert. Das Buch wurde 2014 mit dem Kazimierz-Moczarski-Preis sowie mit dem Nike-Literaturpreis ausgezeichnet. Er war ordentliches Mitglied der Polnischen Akademie der Wissenschaften.
Im Juni 2016 erhielt Modzelewski „als eine der führenden Persönlichkeiten im Kampf für Demokratie in Polen“ den französischen Orden der Ehrenlegion im Rang Ritter.

## Werke (Auswahl)
- mit Jacek Kuroń: Monopolsozialismus. Offener Brief an die Polnische Vereinigte Arbeiterpartei. Hoffmann und Campe, Hamburg 1969.
- Das barbarische Europa. Zur sozialen Ordnung von Germanen und Slawen im frühen Mittelalter. fibre, Osnabrück 2011, ISBN 978-3-938400-66-1. (Originalausgabe unter dem Titel Barbarzyńska Europa. Warszawa 2004)
- Zajeździmy kobyłę historii. Wyznania poobijanego jeźdźca. Wydawnictwo „Iskry“, cop., Warszawa 2013, ISBN 978-83-244-0335-6.
- Wohin vom Kommunismus aus? hrsg. von Hartmut Kühn. BasisDr., Berlin 1996, ISBN 3-86163-072-9.